# Татяна Бокан
Татяна Бокан (народилася 9 квітня 1988, Бар) — чорногорська волейболістка, яка грає на позиції догравальної. Переможниця Ігор малих держав Європи 2015 року. Чемпіонка Франції, Японії, Чорногорії і Єгипту. півфіналістка Кубка Європейської конфедерації волейболу 2019 року.

## Клуби
| Роки      | Команди                           |
| --------- | --------------------------------- |
| 2004–2006 | «Лука» (Бар)                      |
| 2006–2010 | «Спартак» (Суботиця)              |
| 2010–2011 | «Соверато»                        |
| 2011–2013 | «Мюлуз»                           |
| 2013–2014 | «Расінг» (Канни)                  |
| 2014–2015 | «Мюлуз»                           |
| 2015–2016 | «Hisamitsu Springs»               |
| 2016–2017 | «Азеррейл» (Баку)                 |
| 2017–2018 | «Пезаро»                          |
| 2018      | «Jakarta BNI Taplus» (Джакарта)   |
| 2018–2019 | «Бекешчаба»                       |
| 2019–2020 | «Zhejiang» (Цзясін)               |
| 2020      | «Chery Tiggo Crossovers» (Маніла) |
| 2021–2022 | «Палац» (Бидгощ)                  |
| 2021–2022 | «Потсдам»                         |
| 2022–2023 | «Херцег-Новий»                    |
| 2023–     | «Аль-Ахлі» (Каїр)                 |

## Досягнення
Чемпіонат Сербії
- Друге місце (1): 2010

Чемпіонат Франції
- Перше місце (1): 2014[8]
- Друге місце (1): 2012
- Третє місце (1): 2013

Кубок Франції 
- Перше місце (1): 2014[9]

Кубок Імператора (Японія)
- Перше місце (1): 2015

Чемпіонат Японії
- Перше місце (1): 2016

Чемпіонат Азербайджана
- Друге місце (1): 2017

Чемпіонат Угорщини
- Третє місце (1): 2019

Чемпіонат Німеччини
- Друге місце (1): 2022[10]

Чемпіонат Чорногорії
- Перше місце (1): 2023

Кубок Чорногорії
- Перше місце (1): 2023

Чемпіонат Єгипту
- Перше місце (1): 2024

Кубок Єгипту
- Перше місце (1): 2024

## Статистика
Статистика виступів в єврокубках:
| Сезон   | Клуб                 | Турнір           | Ігри | Сети | Очки | Ср.  | Примітки |
| ------- | -------------------- | ---------------- | ---- | ---- | ---- | ---- | -------- |
| 2006/07 | «Спартак» (Суботиця) | Кубок топ-команд |      |      |      | ,    |          |
| 2009/10 | «Спартак» (Суботиця) | Ліга чемпіонів   |      |      |      | ,    |          |
| 2009/10 | «Спартак» (Суботиця) | Кубок виклику    |      |      |      | ,    |          |
| 2011/12 | «Мюлуз»              | Ліга чемпіонів   | 6    | 19   | 68   | 3,58 |          |
| 2011/12 | ««Мюлуз»             | Кубок ЄКВ        | 2    | 7    | 23   | 3,29 |          |
| 2012/13 | «Мюлуз»              | Ліга чемпіонів   | 6    | 22   | 103  | 4,68 |          |
| 2013/14 | «Расінг» (Канни)     | Ліга чемпіонів   | 10   | 24   | 49   | 2,04 |          |
| 2014/15 | «Мюлуз»              | Кубок виклику    | 4    | 12   | 46   | 3,83 |          |
| 2016/17 | «Азеррейл» (Баку)    | Ліга чемпіонів   | 6    | 18   | 59   | 3,28 |          |
| 2018/19 | «Бекешчаба»          | Кубок ЄКВ        | 7    | 26   | 80   | 3,08 |          |
| 2022/23 | «Херцег-Новий»       | Кубок виклику    | 4    | 11   | 52   | 4,73 |          |
| Всього  | Всього               | Всього           |      |      |      | ,    |          |